# Pawel Wassiljewitsch Melnikow
Pawel Wassiljewitsch Melnikow (russisch Павел Васильевич Мельников, * 23. Februar 1919 in Koblewe; † 25. Oktober 1998 in Moskau) war ein sowjetischer Offizier, zuletzt seit 1971 im Range eines Generalobersten.

## Leben
Im September 1936 wurde er in Odessa eingezogen und absolvierte dort eine Infanterie-Ausbildung. Nach deren Abschluss im Jahr 1938 wurde er zunächst in den russischen Osten versetzt.
Zwischen Oktober 1941 und Mai 1945 nahm er am Deutsch-Sowjetischen Krieg teil. Nach der Teilnahme an der Schlacht um Moskau wurde er im April 1942 zur 372. Schützen-Division versetzt. Seit Oktober 1942 im Stab der Division eingesetzt, wurde er im Februar 1943 Chef des Stabes der Division.
Bei der Sprengung der Leningrader Blockade trafen seine Truppen an der Spitze der Wolchow-Front mit den Spitzen der Leningrader Front zusammen und unterzeichnete als deren Kommandeur die Urkunde, die aus diesem Anlass ausgefertigt wurde.
Seine Division wurde im Februar 1944 der Leningrader Front und im Oktober 1944 der 2. Weißrussischen Front unterstellt. Sie nahm an den Offensivoperationen bei Leningrad, im Baltikum, in Ostpreußen, Ostpommern und Berlin teil.
Während der Behandlung des verwundeten Divisionskommandeurs, Generalmajor Pjotr Iwanowitsch Radigins, kommandierte er vom 18. Februar 1943 bis zum 17. Mai 1943 und vom 11. März 1945 bis zum 16. April 1945 als einer der jüngsten Divisionskommandeure der Roten Armee die 372. Schützen-Division. Unter seinem Kommando befreite die Division Danzig und Malbork.
Nach dem Krieg studierte er zwischen Dezember 1945 und 1948 an der Frunse-Akademie und schloss diese mit Auszeichnung ab. Ab November 1948 wurde er als Chef des Stabes des 36. Garde-Schützenkorps eingesetzt, ab September 1949 diente er im 79. Schützenkorps in der Sowjetzone. Zwischen Dezember 1951 und Oktober 1952 diente er als Chef des Stabes der 57. Garde-Schützenkorps der 8. Garde-Armee, ebenfalls in der deutschen Sowjetzone.
Anschließend absolvierte er bis 1954 die Militärakademie des Generalstabs der Streitkräfte der UdSSR. Daraufhin wurde er ab Oktober 1954 im Stab des Militärbezirks Nord und ab April 1960 in der Südgruppe der Streitkräfte eingesetzt.
Im Juni 1962 wurde er zum Kommandeur der 35. mot. Garde-Schützen-Division in der DDR ernannt, im Dezember 1963 in den Generalstab der Streitkräfte versetzt und im Juni 1968 zum Kommandeur der 13. Armee ernannt.
Zwischen Februar 1970 und September 1971 diente er als Stv. Kommandeur des Militärbezirks Vorkarpaten, im Anschluss diente er als Kommandeur des Transkaukasischen Militärbezirks.
Im Februar 1978 wurde er zum Leiter der Frunse-Akademie ernannt und blieb dies bis Dezember 1982, als er schließlich auf den Posten eines Beraters des Leiters wechselte.
Im März 1987 ging er in den Ruhestand und wurde nach seinem Tod auf dem Friedhof Wostrjakowo begraben.

## Sonstiges
Während seines Fronteinsatzes trat er 1942 der Bolschewistischen Partei bei.

## Auszeichnungen (Auswahl)
- Fünf Rotbannerorden (u. a. 16. Februar 1944, 30. Juli 1944, 12. Mai 1945, 1956)
- Lenin-Orden
- Schukow-Orden (Russische Föderation)
- Medaille für Oder, Neiße, Ostsee
- Medaille der Waffenbrüderschaft in Gold